# Sonic Superstars
Sonic Superstars — компьютерная игра в жанре платформера, разработанная студиями Arzest и Sonic Team и изданная компанией Sega. Как и во многих частях серии, ёж Соник и его друзья должны остановить главного злодея серии, доктора Эггмана, и не дать ему завоевать Острова Северных Звёзд (англ. North Star Islands). Наото Осима, один из создателей франшизы, принял участие в разработке игры в качестве дизайнера персонажей.
Такаси Иидзука, глава Sonic Team, хотел обновить традиционную формулу боковой прокрутки в серии Sonic the Hedgehog, чтобы она могла работать независимо от трёхмерных игр. После того как планы на сотрудничество с разработчиками Sonic Mania (2017) не оправдались, Иидзука начал обсуждать сотрудничество с Arzest, студией, основанной соавтором серии Наото Осимой. Разработка Superstars, которая стала первым вкладом Осимы в игру серии после Sonic Adventure (1998), началась в 2021 году. Arzest стремилась воссоздать игровой процесс из игр про Соника, выпущенных в 90-х для Sega Genesis, одновременно внедряя инновации с новой игровой механикой и силами Изумруда Хаоса, чтобы побудить игроков искать все семь.
Sonic Superstars была выпущена для Nintendo Switch, PlayStation 4, PlayStation 5, Windows, Xbox One и Xbox Series X/S 17 октября 2023 года. Критики дали игре смешанные отзывы. Некоторые критиковали её за то, что она превосходит предыдущие двухмерные игры Sonic the Hedgehog 4: Episode I (2010) и Episode II (2012), но уступаяя игре Sonic Mania. Они высоко оценили воспроизведение игрового процесса эпохи игр про Соника для Sega Genesis, но раскритиковали новую механику. Визуальные эффекты и музыка также вызвали разногласия.
Первоначальные продажи были немного ниже ожиданий, что объясняется конкуренцией с похожей платформерной игрой Super Mario Bros. Wonder (2023). Однако Sega сообщила, что к июню 2024 года игра хорошо продавалась.

## Игровой процесс
Игра представлена в 2,5D-перспективе. На выбор предлагается четыре персонажа: ёж Соник, лисёнок Тейлз, ехидна Наклз и Эми Роуз. Из антагонистов представлены доктор Эггман, стрелок Фанг и новый для серии персонаж, созданный Осимой, ящерица-поясохвост Трип. Игрок, путешествуя по Островам Северных Звёзд, должен пройти 12 зон. Все зоны поделены либо на один, либо на несколько актов, последний из которых сопровождается боссом. В некоторых зонах присутствуют уникальные элементы, например, лианы, по которым игрок может перемещаться, или футуристическая зона, где игрок превращается в воксельную модель. В игре есть два вида специальных этапов; на первом, доступном через гигантские кольца, спрятанные в каждом акте, игрок качается на пузырях в 3D-среде, чтобы получить Изумруд Хаоса. Каждый изумруд дает игроку особенную способность, например, способность подниматься вверх по водопадам или создавать клонов выбранного персонажа. На втором, доступном через контрольные точки, игрок перемещается по вращающемуся лабиринту, чтобы собрать медали. Впервые в серии, игра поддерживает локальный кооператив до 4 игроков.

## Разработка

### Концепция

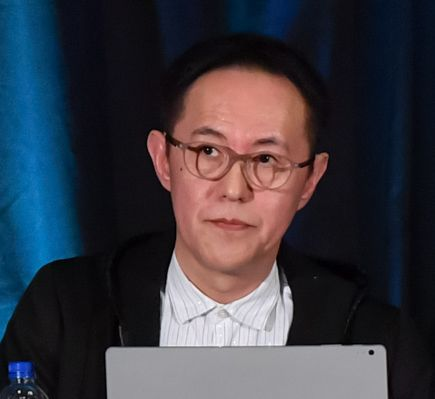
Sonic Superstars ознаменовали первый вклад соавтора Соника Наото Осимы в серию после Sonic Adventure (1998).

Концепция игры была заложена после того, как Иидзука и Осима созвонились в Zoom и начали дискуссии по поводу совместной работы над новой игрой во франшизе. Иидзука не хотел создавать сиквел к Sonic Mania, поскольку посчитал, что данная идея не понравится фанатам, поэтому было принято решение создать полностью оригинальную игру. Игра была разработана с нуля, но физический код был переведен из версии движка Retro Engine для Mania.

### Дизайн
Команда решила больше не использовать пиксельную графику, так как посчитала, что это снизит привлекательность игры. Они рассматривали возможность использования анимации, нарисованной от руки, но остановились на 3D-графике, поскольку с ее помощью можно было легко воссоздать стиль пиксельной графики. Использование 3D-графики также позволило реализовать элементы, которые не могли быть реализованы в играх для Mega Drive, например, перемещение персонажей между передним и задним планом.

### Музыкальное сопровождение
Музыку к игре написал Дзюн Сэноуэ; ему содействовал Ти Лопес (композитор Sonic Mania и Team Sonic Racing), а также другие композиторы Sega. По словам Иидзуки, команда композиторов стремилась сохранить верность поп-стилю игр с Mega Drive.

## Анонс и выпуск
Игру анонсировали на Summer Game Fest 8 июня 2023 года. Заявлен текстовый перевод на 13 языков, в том числе и на русский. Игра вышла в октябре 2023 года для PlayStation 4, PlayStation 5, Xbox One, Xbox Series X/S, Nintendo Switch и Windows.
В 2023 году был выпущен лего-скин для Соника в качестве бесплатного DLC.

## Оценки
| Русскоязычные издания | Русскоязычные издания |
| Издание               | Оценка                |
| --------------------- | --------------------- |
| StopGame.ru           | Проходняк             |